# Livre (partito politico)
Livre (ufficialmente stilizzato in LIVRE, dal portoghese: Libero) è un partito politico verde portoghese fondato nel 2014 sulle istanze del "Manifesto per una Sinistra Libera" (Manifesto para uma Esquerda Livre), iniziativa politica lanciata nel 2012 da esponenti della società civile.
Nell'aprile 2015 ha assunto il nome di LIVRE/Tempo de Avançar (Libero/Tempo di Avanzare), tornando alla denominazione originaria nel giugno 2016.

## Storia
Il partito si presenta per la prima volta alle elezioni europee del 2014, in cui ottiene il 2,36% dei voti senza conseguire seggi; alle legislative del 2015 si ferma allo 0,76% dei voti, restando privo di rappresentanza parlamentare.
Alle elezioni presidenziali del 2016 sostiene la candidatura di António Sampaio da Nóvoa, appoggiato anche dal Partito Comunista dei Lavoratori Portoghesi: Da Nóvoa raggiunge il 22,9% dei voti ed è sconfitto al primo turno dal candidato del Partito Social Democratico Marcelo Rebelo de Sousa, che riceve il 52%.
In occasione delle europee del 2019 il partito si attesta all'1,96% dei voti e non ottiene seggi, mentre, alle successive legislative del 2019, consegue l'1,14% e riesce ad eleggere un proprio rappresentante all'Assemblea della Repubblica: viene eletta Joacine Katar Moreira, che, tuttavia, verrà espulsa dal partito all'inizio del 2020.

## Loghi

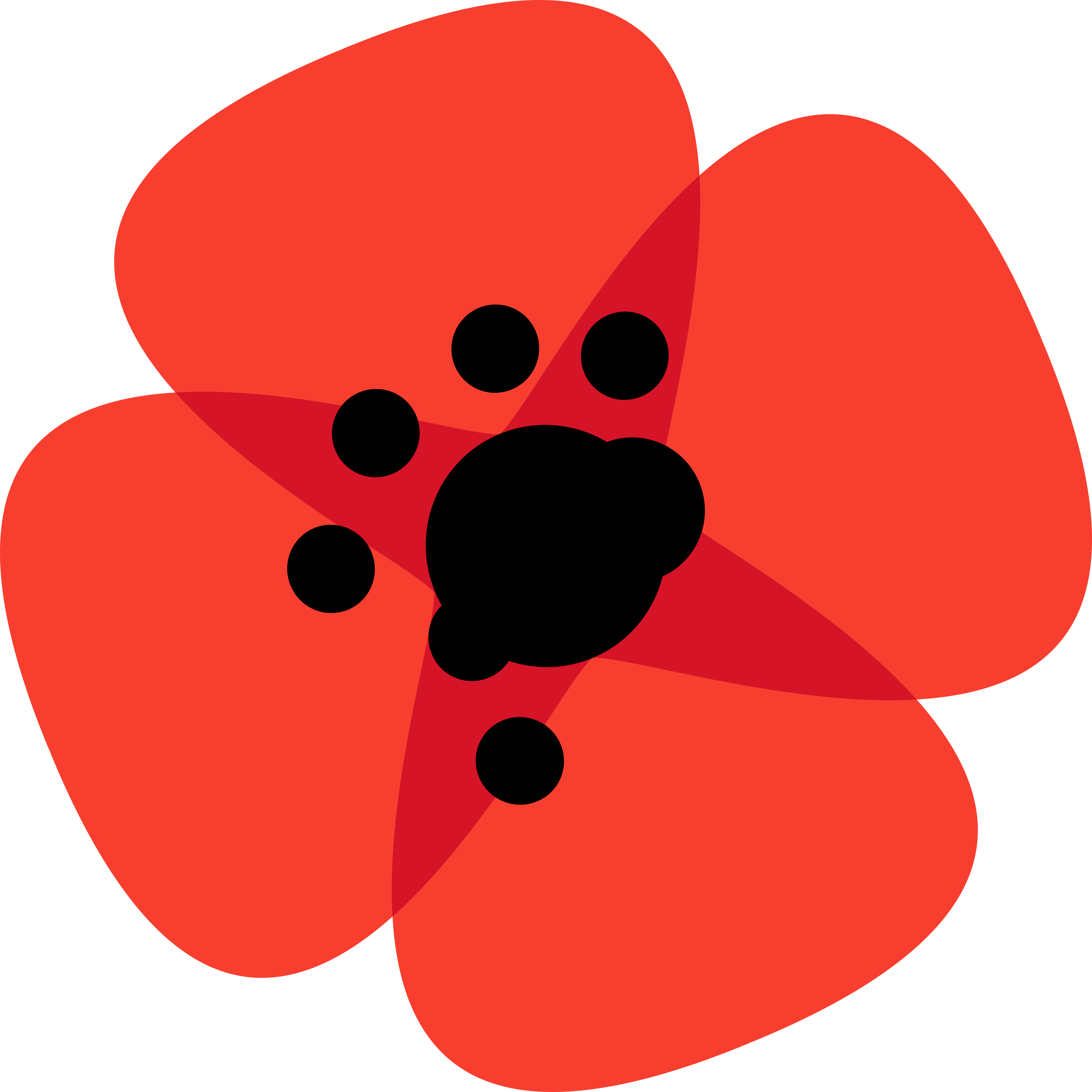
Logo di LIVRE
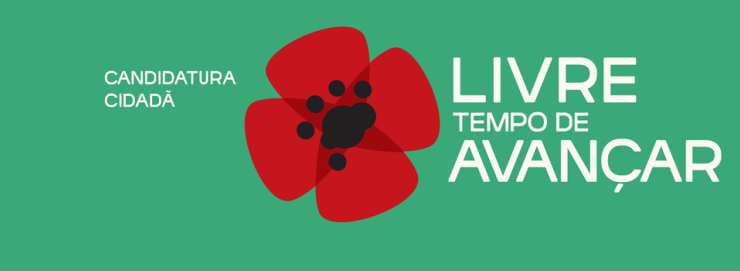
LIVRE/Tempo de Avançar (2015-2016)

## Risultati

### Elezioni Legislative
| Elezione         | Voti    | %    | Seggi   |
| ---------------- | ------- | ---- | ------- |
| Legislative 2015 | 39 340  | 0,76 | 0 / 230 |
| Legislative 2019 | 57 172  | 1,14 | 1 / 230 |
| Legislative 2022 | 71 196  | 1,3  | 1 / 230 |
| Legislative 2024 | 199 888 | 3,34 | 4 / 230 |
| Legislative 2025 | 257 291 | 4,25 | 6 / 230 |

### Elezioni Europee
| Elezione     | Voti    | %    | Seggi  |
| ------------ | ------- | ---- | ------ |
| Europee 2014 | 71 602  | 2,36 | 0 / 21 |
| Europee 2019 | 60 575  | 1,96 | 0 / 21 |
| Europee 2024 | 148 492 | 3,76 | 0 / 21 |